# Linus Wahlqvist
Rolf Linus Wahlqvist (* 11. November 1996 in Norrköping) ist ein schwedischer Fußballspieler. Er steht beim polnischen Erstligisten Pogoń Stettin unter Vertrag.

## Karriere

### Vereine
Wahlqvist wechselte 2009 von seinem Stammverein Eneby BK in die Jugendabteilung des IFK Norrköping. Dort durchlief er die Jugendmannschaften von der U-19 bis zur U-21. In der Saison 2013 stand er erstmals im Kader der ersten Mannschaft, kam aber noch zu keinem Einsatz. Sein Debüt gab er am 2. Spieltag der Saison 2014 beim 2:0-Sieg gegen Helsingborgs IF, als er zwei Minuten vor Spielende für Nikola Tkalčić eingewechselt wurde. In der gleichen Saison unterzeichnete er seinen ersten Profivertrag bei Norrköping. Seinen ersten Treffer für Norrköping erzielte er am 14. Spieltag der Saison 2015 beim 3:1-Sieg gegen Malmö FF. In dieser Saison wurde er mit IFK Norrköping schwedischer Meister. Bis 2018 absolvierte er über 140 Pflichtspiele für den Verein.
In der Sommerpause 2018 schloss er sich Dynamo Dresden an. Sein Vertrag lief bis 2022. In Dresden etablierte sich Wahlqvist auf der rechten Außenbahn bald als Stammspieler, kam jedoch auch aushilfsweise in der Innenverteidigung zum Einsatz. In seiner ersten Saison absolvierte er 29 Ligaspiele.
Wahlqvist spielt überwiegend als rechter Verteidiger, kommt aber auch in der Innenverteidigung oder auf der linken Seite zum Einsatz.

### Nationalmannschaft
Wahlqvist durchlief die schwedischen U-Nationalmannschaften von der U-17 bis zur U-21. Mit der schwedischen U-17 nahm er an der Europameisterschaft 2013 teil, in der Schweden im Halbfinale an Russland scheiterte. In den beiden ersten Gruppenspielen gegen die Schweiz und Österreich führte er seine Auswahl als Kapitän auf den Platz. An der U-17-Weltmeisterschaft im selben Jahr nahm er ebenfalls teil. Wahlqvist absolvierte alle Spiele für Schweden, die im Halbfinale mit 0:3 an Nigeria scheiterte, das Spiel um Platz 3 aber mit 4:1 gegen Argentinien gewinnen konnte.
Nach Spielen für die schwedische U-19 und die U-21 debütierte Wahlqvist am 6. Januar 2016 beim 1:1-Unentschieden im Freundschaftsspiel gegen Estland für die schwedische Fußballnationalmannschaft, als er in der 83. Spielminute für Emil Bergström eingewechselt wurde.

## Erfolge
IFK Norrköping
- Schwedischer Meister: 2015
- Schwedischer Supercupsieger: 2015